# John Sheridan
John David Sheridan (2215–2281) je fiktivní postava v seriálu Babylon 5, kterou ztvárnil Bruce Boxleitner.

## Začátky
Narodil se na Zemi diplomatovi Pozemské Aliance. Po patnáctém roce svého života se přihlásil do pozemských ozbrojených sil. Za pár let se vyšvihl do hodnosti nadporučíka a byla mu nabídnuta funkce prvního důstojníka na EAS (Earth Alliance Ship) Prometheus, ale odmítl, protože kapitán měl špatnou pověst kvůli unáhlenosti a špatná rozhodnutí při prvních kontaktech s jinými rasami. Sheridan také zjistil, že Prometheus byla právě ta loď, která začala Pozemsko-Minbarskou válku.
Během této války sloužil Sheridan jako první důstojník na EAS Lexington. Během bitvy o Linii, na jejímž začátku zemřel kapitán Sterns, se po něm ujal velení lodi a dosáhljediného pozemského úspěchu ve válce. S lodí těžce poničenou nepřítelem zaminoval pole asteroidů a tak následně zničil nepřátelskou vlajkovou loď, Černou hvězdu.
Po válce nastoupil v půlce roku 2250 na místo kapitána EAS Agamemnon, kde se zúčastňoval převážně objevitelských a diplomatických misí. Byl jedním z kandidátů na velení Babylonu 5, ale na prosbu Minbarů byl upřednostněn Jeffrey Sinclair. Ovšem rok poté se velení stanice stejně ujal po Sinclairově přesunu do funkce velvyslance na Minbaru v lednu 2259.

## První rok na Babylonu 5
Jeho schopnostem se poprvé dostalo zkoušky, když minbarský křižník Tragati, který neuznal minbarskou volbu míru v Bitvě o Linii, přiletěl ke stanici a začal Sheridana provokovat, aby vystřelil první a začal tak novou válku. Snaha se nepovedla.
Během roku to nebyla jediná krize, Sheridan se musel na stanici vyrovnávat s následky Narnsko-Centaurské války, s nemocí Drafa, postihující Markaby a s návratem Stínů.
Jakoby toho nebylo málo měl problémy i se svou vlastní vládou. Sheridanovi brzy došlo, že prezident Pozemské Aliance, Clark, se pomalu ale jistě stává diktátorem. Nově vytvořená Noční hlídka, organizace podobná SA mu začala rekrutovat členy z řad personálu. Právě tehdy Sheridan poskytl ochranu jednomu z posledních svobodných narnských křižníků a proto bojoval spolu s ním proti centaurské válečné lodi, která přilétla kvůli zajetí narnské lodi. Sheridan následně dostal na vybranou: Buď se Centaurům omluví a nebo bude odvolán z velení. Vybral si omluvu. K té ovšem nedošlo, poněvadž byl na Sheridana spáchán neúspěšný atentát.
Po pádu Narny Delenn Sheridanovi představila Rangery a nabídla mu jejich pomoc a spoluvelení nad nimi.